# Plaza Hviezdoslav
La plaza Hviezdoslav (en eslovaco: Hviezdoslavovo námestie) es una de las plazas más conocidas de Bratislava, la capital de Eslovaquia. Se encuentra en el casco antiguo, entre el Puente Nuevo y el Teatro Nacional Eslovaco. La plaza lleva el nombre de Pavol Országh Hviezdoslav.
Otros nombres de esta plaza fueron antes: en húngaro: Kossuth Lajos tér; Radetzky tér; Seta tér; en alemán: Kossuth Lajos platz; Radetzky platz; Promenade.
Esta plaza existió en el Reino de Hungría durante casi 1000 años. Muchas de casas medievales se construyeron aquí.